# Colima (miasto)
Colimaⓘ – miasto w zachodnim Meksyku, przy linii kolejowej Guadalajara-Manzanillo, stolica stanu Colima.  Miejsce urodzenia Miguela de la Madrida Hurtado, prezydenta Meksyku w latach 1982–1988.

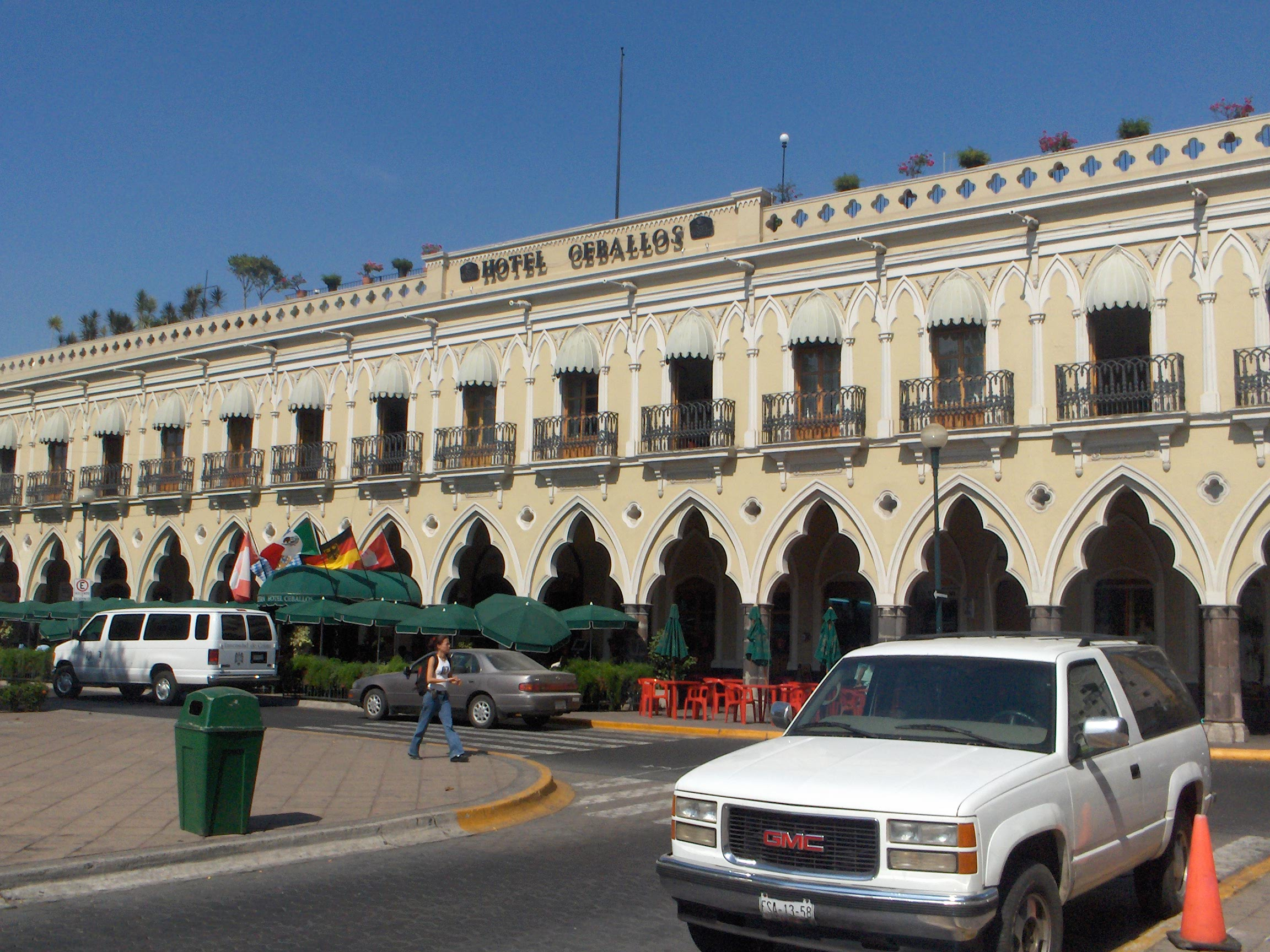
Colima

W mieście rozwinął się przemysł włókienniczy oraz spożywczy. Ośrodek turystyczny.